# Czesław Białas (sztangista)
Czesław Białas (ur. 19 czerwca 1931 w Szopienicach, zm. 24 czerwca 1991 w Katowicach) – polski sztangista, olimpijczyk. Pierwszy w historii polski mistrz Europy (1957, Katowice). Uczestnik Igrzysk Olimpijskich 1952 w Helsinkach, 1956 w Melbourne i 1960 w Rzymie.

## Kariera
Jako czynny sportowiec związany z klubem HKS Szopienice przez 20 lat (1949–1969), z przerwą na służbę wojskową, którą odbywał w krakowskim OWKS. Brązowy medalista mistrzostw świata, jeden złoty i dwa brązowe medale w mistrzostwach Europy, 13-krotny medalista mistrzostw Polski, 10-krotny mistrz kraju.
Jeszcze jako czynny zawodnik rozpoczął karierę trenerską w szopienickim HKS. Do jego wychowanków należy Marek Seweryn.
Od 1992 corocznie organizowany jest w Szopienicach turniej w podnoszeniu ciężarów jego imienia.

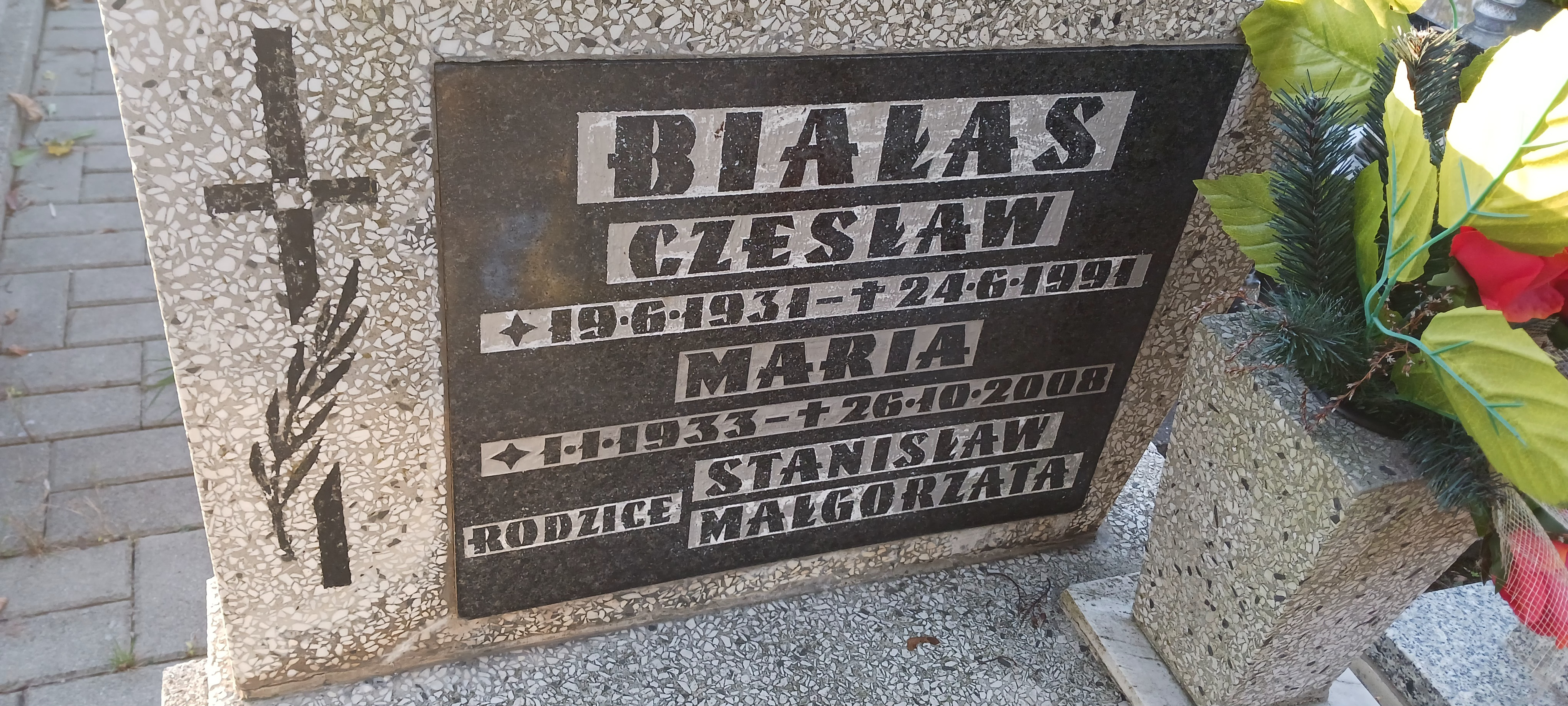
Grób Czesława Białasa na cmentarzu parafialnym św. Jadwigi w Katowicach-Szopienicach przy ul. Brynicy, sektor C7

## Starty w igrzyskach olimpijskich
- 1952 Helsinki – 19. miejsce
- 1956 Melbourne – 14. miejsce
- 1960 Rzym – 7. miejsce

## Dorobek medalowy mistrzostw świata i Europy
- 1955 ME, Monachium – brązowy medal
- 1957 ME, Katowice – złoty medal
- 1959 ME, Warszawa – brązowy medal
- 1959 MŚ, Warszawa – brązowy medal